# 尼科·曼尼恩
尼科洛·曼尼恩（義大利語：Niccolo Mannion，2001年3月14日—），意大利男子篮球运动员，场上位置是控球后卫。他曾代表意大利参加2020年夏季奥林匹克运动会男子篮球比赛。

## 外部連結
- 尼科·曼尼翁在fiba.basketball（英语）
- 尼科·曼尼翁在archive.fiba.com（archived）（英语）
- 尼科·曼尼翁在NBA（英语）
- 尼科·曼尼翁在歐洲籃球聯賽（英语）
- 尼科·曼尼翁在Basketball-Reference.com（NBA）（英语）
- 尼科·曼尼翁在Basketball-Reference.com（NBA G聯盟）（英语）
- 尼科·曼尼翁在Basketball-Reference.com（國際）（英语）
- 尼科·曼尼翁在Sports-Reference.com（NCAA）（英语）
- 尼科·曼尼翁在Eurobasket.com（球員）（英语）
- 尼科·曼尼翁在RealGM（英语）
- 尼科·曼尼翁在Proballers（英语）
- 尼科·曼尼翁在Olympedia（英语）